# Meteorus magnoculus
Meteorus magnoculus (лат.) — вид паразитических наездников рода Meteorus из семейства Braconidae. Центральная Америка: Коста-Рика.

## Описание
Мелкие наездники, длина около 6 мм. Основная окраска тела коричневая с жёлтыми и тёмными отметинами. От близких видов отличаются следующими признаками: затылочный киль полный; оцелли крупные, расстояние между оцеллиями равно 0,5–0,6 × от диаметра оцеллия; фасеточные глаза очень крупные, высота головы равна 1,2–1,4 × от высоты глаза; нотаули глубоко вдавленные, отчётливые и морщинистые; проподеум морщинистый; дорсопе отсутствует; вентральные границы первого тергита полностью срослись на ½ сегмента; яйцеклад в основании утолщен и слегка изогнут; яйцеклад в 2–3 раза длиннее первого тергита; мезосома буроватая, голова преимущественно тёмная, брюшко и ноги белые и чёрные. Усики самок тонкие, нитевидные, состоят из 33-36 члеников. Первый брюшной тергит стебельчатый (петиоль короткий). Нижнегубные щупики состоят из 3 сегментов. Трохантеллюс (2-й вертлуг) отделён от бедра. В переднем крыле развита 2-я радиомедиальная жилка. Эндопаразитоиды гусениц бабочек Pyralidae. Вид был впервые описан в 2015 году американскими энтомологами Helmuth Aguirre, Scott Richard Shaw (University of Wyoming, Department of Ecosystem Science and Management, Laramie, Вайоминг, США) и Luis Felipe Ventura De Almeida (Universidade Federal de São Carlos, Departamento de Ecologia e Biologia Evolutiva, São Carlos, Бразилия).